# Constantia (plante)
Pour les articles homonymes, voir Constantia.
Genre
Constantia est un genre d'orchidées. 

## Liste d'espèces
Selon Catalogue of Life (7 juin 2013), World Checklist of Selected Plant Families (WCSP) (7 juin 2013) et Tropicos (7 juin 2013) :
- Constantia australis (Cogn.) Porto & Brade (1935)
- Constantia cipoensis Porto & Brade (1935)
- Constantia cristinae F.E.L.Miranda (1991)
- Constantia gutfreundiana Chiron & V.P.Castro (2005)
- Constantia microscopica F.E.L.Miranda (1991)
- Constantia rupestris Barb.Rodr. (1877)